# Acyrthosiphon bidenticola
Acyrthosiphon bidenticola är en insektsart som beskrevs av Smith, C.F. 1960. Acyrthosiphon bidenticola ingår i släktet Acyrthosiphon och familjen långrörsbladlöss. Inga underarter finns listade i Catalogue of Life.